# Paul Rimbaud (Avocat)
Pour les articles sur d'autres personnalités de même nom, voir Rimbaud (homonymie).
Paul Rimbaud est un avocat et  homme politique français né le 7 juin 1877 à Montpellier et mort le 4 juin 1967 dans la même ville.

## Biographie
Paul Rimbaud est le premier président de la cour d'appel de Montpellier. Paul Rimbaud est nommé maire de Montpellier par l'État français le 11 février 1941, jusqu'au 23 août 1944 où il est remplacé par Émile Martin. Il est élu à l'Académie des sciences et lettres de Montpellier en 1943 qu'il quitte en 1950.